# さくら呉服橋ビル
さくら呉服橋ビル（さくらごふくばしビル）は、かつて東京都中央区八重洲に所在した建築物である。1952年に日本相互銀行の本店として竣工。建て替えのため2008年に解体された。日本初の全溶接による鉄骨構造や、カーテンウォール構造やアルミサッシなど当時の最新の工法が採り入れられた、戦後の前川國男の「テクニカル・アプローチ」の代表的な建築物の一つであった。

## 歴史
日本相互銀行の前身の無尽会社である大日本無尽株式会社は1940年に設立され、水道橋に本店の社屋を構えていたが、戦災で焼失したのちは神田の中学校の校舎を借りて営業を続けていた。1948年に日本無尽株式会社に商号変更。呉服橋交差点角に本社社屋の建設用地を取得し、1950年5月に東京都建築局長宛てに臨時建築制限規則に基づく届け出を行った。1950年5月は建築基準法や建築士法が公布され、建築の量的規制や建築資材の統制が緩和された時期でもあった。設計は前川國男建築事務所、構造設計は前川の東京大学同級の横山不学が担当し、1950年10月に設計が完了した。前川は1950年代に日本相互銀行の本・支店の設計を担っており、中でも日本で初めて全溶接による鋼構造や、アルミサッシやプレキャストコンクリートなど工業的な手法が多用された本店は、前川の「テクニカル・アプローチ」の代表的な建築と言える。
1950年10月27日に地鎮祭が行われ、着工。鉄骨溶接工事は1951年11月25日、コンクリート工事は1952年1月25日に完了し、1年9か月の工期を経て1952年7月31日に竣工した。建築主の日本無尽は、建設中の1951年10月に日本相互銀行に社名を変更している。施工にあたった清水建設は終戦直後の経営難からの業績回復期にあり、近隣の日本橋丸善本店、京橋のブリヂストン本社ビル、新丸ノ内ビルヂングなど近代建築を次々に受注していた。しかし、朝鮮特需の直前に受注した本建物は、収支面ではかなり苦しい工事であったと清水建設70年史に記されている。
1963年は、南側隣接地に別館の位置づけとなる八重洲龍名館が竣工した。
1998年頃から外装の劣化が顕著になり、応急処置や全面的な補修工事が実施された。2000年代に入り全面的な建て替えが検討され、日本建築学会から保存の要望も行われたが、解体が決定。2007年8月に事前調査が行われ、9月より数回にわたり学識者の見学会が行われた。2008年2月より解体工事に着手し、同年11月に地下部分の撤去と埋め戻しが完了した。新たな「三井住友銀行呉服橋ビル」は前川建築設計事務所がデザイン監修を手掛け、清水建設の設計・監理・施工により2012年に竣工した。

## 建築

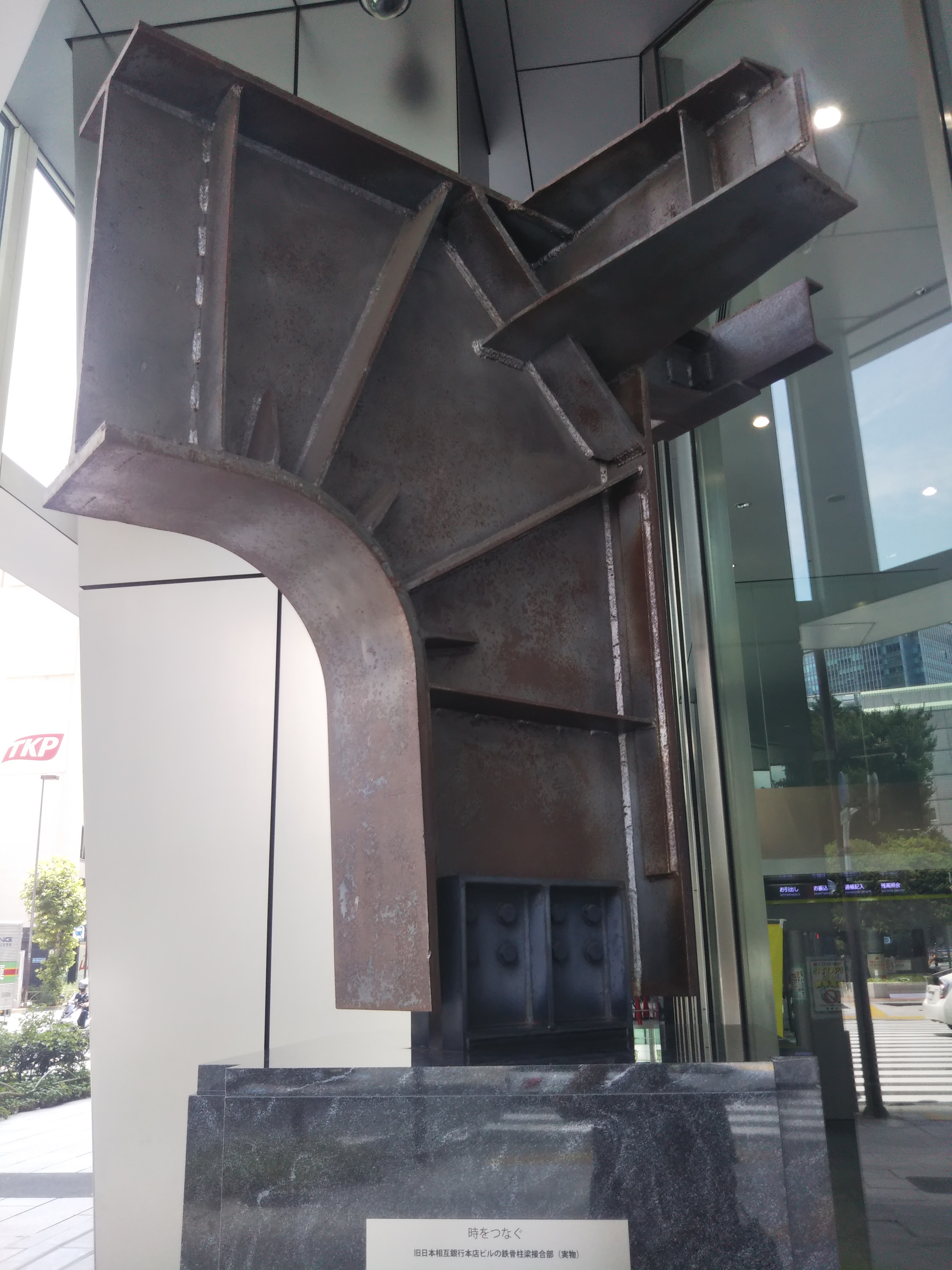
さくら呉服橋ビルの解体時に採集された鉄骨の一部は、建替え後の三井住友銀行呉服橋ビルに、モニュメント“時をつなぐ”として設置されている。

東京駅八重洲口にほど近い、東西に走る永代通りと南北方向の外堀通りの交わる呉服橋交差点の南東角に位置し、東西方向に長い敷地を持つ。高さ（軒高）は、当時の建築制限の上限である31m。階数は地下2階と、地上は中二階のある9階建てで、地上2階までは鉄筋コンクリート構造、2階の梁は鉄骨鉄筋コンクリート構造、3階から9階にかけては鉄骨構造という混構造であった。玄関は主に行員が使用した東玄関と、永代通りに面した店舗玄関、サブとして使われた西玄関の3か所があった。階段は東西に各1か所。東階段近くに東洋オーチス製のエレベーター2基とトイレが配置されていた。
各階の用途は下記のとおりである。1階の銀行窓口のある空間の上部に中二階に回廊を置いたつくりは、欧米の古典主義建築の銀行において銃器を携えた警備員が俯瞰監視するための空間として使われた歴史があり、日本の銀行建築においても警備方法の違いこそあれ、同様の構造が採用された建物が散見される。店舗の統廃合により、後年には窓口が廃止され、個人客向けにはATMコーナーのみが機能していた。地下には金庫室や機械室など荷重条件のある設備のほか、行員向けの喫茶室が設けられたのは、情報統制の点から勤務時間中に建物外での行員の飲食を慎むという、銀行業界の文化によるものからである。講堂は、竣工時は舞台と、固定した座席を持ち、曲面の木製天井や吸音下地とルーバーのある壁面など音響効果も考慮された本格的なオーディトリアムとしての設えであったが、後年に多目的な利用のできるホールに改装された。 隣接する大会議室の壁面には、コペンハーゲンリブの特殊吸音壁が設けられた。重役室や総務・人事等の事務室は隣地側に配置され、前面道路側には応接室や会議室が置かれた。交差点に面した角は、1階までは三角形に、3階より上は四角形に隅切され、2階はバルコニーとなっていた。見晴らしのいいはずの部分を使用しなかったことは、眺望よりセキュリティやプライバシーを重視した考え方ととらえることができる。
- 9階 - 大会議室および講堂の吹き抜け
- 8階 - 講堂
- 7階 - 審査、給与、人事など本社機能
- 6階 - 役員室
- 5階 - 業務部等の戦略系事務室
- 4階 - 総務・経理等の庶務系事務室
- 3階 - 電話交換室や厚生部門
- 2階 - 更衣室・用度室等
- 1階・中二階 - 銀行店舗
- 地下1階 - 金庫、車庫、喫茶室
- 地下2階 - 機械室、ボイラー室

建物外装はカーテンウォール構造の軽量コンクリートパネルとアルミサッシの水平連続窓で構成され、いずれの工法も建物の軽量化を図る目的から日本で初めて試みられた技術であると位置づけられている。第二次世界大戦以前の銀行建築では、預金者に安心感を与えるため、あるいは威厳を持たせるために古代ギリシア建築やローマ建築の様式を取り入れた新古典主義が一般的であったが、前川は「テクニカル・アプローチ」の理念から近代的な技術を活用した建築を目指した。テクニカル・アプローチの実践は初期案ではより顕著で、初期の設計図によると鉄骨の被覆や床の構造にもコンクリートパネルの採用が考えられていたが、鉄骨被覆は中村グラニット社の人造石パネル、床は軽量コンクリートの現場打ちで施工された。床スラブは90mmと薄く、ゴムタイルで発生音の軽減が図られた。横山不学は雑誌『新建築』1953年1月号において、従来の工法に比べ建物重量を40%軽減できたと記している。コンクリートパネルは幅580mm、目地9.3mmで、6枚を1単位として3階以上の柱間は3,536mmを基準寸法とした。
鉄骨は横河橋梁製作所が納入・施工し、それまでのリベット接合に代わり全て溶接で接合された。アルミ型材は、日本軽金属の地金を神戸製鋼所が押出成形し、田島興業が製作組立した。神戸製鋼アルミ・銅部門の機関誌によると、「『（旧）日本相互銀行本店』（中略）アルミサッシには神戸製鋼所が初めて押出に成功した押出形材が用いられた。この物件は国産アルミサッシ採用の第一号となるものだ。」とある。
地下の車庫へは、日本で初めて採用されたオーチス製の油圧式カーリフトがあったが、1963年に隣地に龍名館が竣工した際に設けられた斜路での入出庫が可能になったため使用が停止された。スクリューシャフトや制御盤は、建物解体時まで残存していた。地下2階のボイラーは、竣工当初は石炭式で、燃料は1階のカーリフト近くのマンホールから地下に投下され、蓄電池式機関車の石炭運搬車でボイラー近くに運ばれる作りになっていた。のちに熱源が重油に切り替えられたが、当初設計段階から想定され、重油槽が用意されていた。
1階北面・南面には、岩城硝子製のガラスブロックが使用されていた。一つあたりの大きさは192mm角、厚みは93mm、肉厚7mmで内部は真空であった。モールと呼ばれる筋模様がつけられており、表裏で直交するように配置することで外光が上下左右に拡散するような作りになっていた。同社は第二次世界大戦で深刻な被害を受けたことから、1952年に旭硝子の資本参加を受け再出発しており、同社の戦後草創期の製品と位置づけられる。このほか、冷暖房は東洋キヤリア工業、電気工事は大栄電気、給排水設備は西原衛生工業所、金庫の納入は國末金庫店が担当した。
1952年に日本建築学会賞、2003年には、DOCOMOMO JAPANにより日本におけるモダン・ムーブメントの建築に選定された。日本建築学会では三井住友銀行に対し、建物の保存に関する要望書を提出したが、老朽化に加え、度重なる補修で竣工当初の外観が残っていないことから、解体・建て替えが決定した。解体に際して三井住友銀行の協力で内部調査が行われ、子細な建物記録が作成された。鉄骨の部材の一部はモニュメントとして新ビルに設置された。